# Molly Price
Molly Evan Price (North Plainfield, 15 de dezembro de 1966) é uma atriz estadunidense. Ficou mais conhecida pelo papel de Faith Yokas na série televisiva Third Watch.

## Biografia
Price nasceu em North Plainfield, Nova Jérsei e se formou na North Plainfield High School em 1984. Depois, graduou-se na Rutgers University em seu estado de origem. É casada com Derek Kelly. Seu marido, apesar de não possuir formação como ator, participou de seu mais reconhecido trabalho como atriz na série Third Watch. Kelly é bombeiro na vida real da cidade de Nova York, e participou interpretando a um personagem com seu próprio nome em alguns episódios. Em momento nenhum da série, seus personagens se encontraram. Durante o ataque terrorista de 11 de setembro de 2001 que os Estados Unidos sofreram, Derek Kelly ajudou no resgate a vítimas dos escombros da tragédia do World Trade Center. Price e Kelly participaram de um episódio especial de Third Watch contando como foram suas vidas durante os ataques. Eles tem um filho chamado Jake, nascido em 2003. Molly Price tem como hobbies o boxe, ler e cozinhar. Ela possui um restaurante em Rhode Island, chamado Three Sisters (Três Irmãs), que serve sanduíches.

## Carreira
Antes da série Third Watch, Price teve papéis secundários em alguns filmes e séries. Depois, passou anos interpretando a personagem Faith Yokas, que a tornou famosa como atriz. Fora de Third Watch, Price teve alguns papéis relevantes, como no filme Sweet and Lowdown de Wood Allen, no filme Chasing Sleep e em algumas peças teatrais. Também participou de várias séries americanas, como Sex and the City, Law & Order, Without a Trace e Bionic Woman.

## Filmografia
Cinema e filmes feitos para TV somente (TV):
- Devil You Know (2008) .... Edie Fontaine
- In Bloom (2007) .... mãe de Diana
- Just Visiting (2001) .... professora
- The Sleepy Time Gal (2001) .... colega de Rebecca
- Cugini (2001) .... Dove Cunningham
- Chasing Sleep (2000) .... Susie
- Random Hearts (1999) .... Alice Beaufort
- Sweet and Lowdown (1999) .... Ann
- Pushing Tin (1999) .... Crystal Plotkin
- Saint Maybe (1998) (TV) .... Clara
- Kiss Me, Guido (1997) .... Meryl
- Ties to Rachel (1997) .... Leah
- Risk (1994) .... Nikki
- The Counterfeit Contessa (1994) (TV) .... Margo
- Jersey Girl (1992) .... Cookie
- Avenue Z Afternoon (1991) (TV) .... Norma

Séries de TV:
- A Mulher Biônica (remake) (2007) .... Ruth Treadwell (7 episódios)
- Without a Trace (2007) .... Emily Reynolds (2 episódios)
- Studio 60 on the Sunset Strip (2007) .... Nona Pruitt
- Law & Order (2006) .... Allison Ashburn (4 episódios)
- Third Watch (1999-2005) .... Det. Faith Yokas (65 episódios)
- Medical Investigation (2005) .... Det. Faith Yokas
- Plantão Médico (2002) .... Det. Faith Yokas
- Sex and the City (2002) .... Susan Sharon (2 episódios)
- Encore! Encore! (1998) .... Francesca Pinoni
- Bless This House (1995) .... Phyllis